# Ulrich Kretz
Ulrich Kretz (* 19. Januar 1959) ist ein ehemaliger deutscher Fußballspieler.

## Karriere
Als Jugendlicher spielte Ulrich Kretz bei den Vereinen VfB Wiesloch, VfB Eppingen und 1. FC Kaiserslautern. Im Trikot des SV Sandhausen hatte er in der Hinrunde der Saison 1980/81 seine ersten Einsätze in der Oberliga Baden-Württemberg zu verzeichnen. Zum Jahreswechsel 1980/81 schloss er sich dem Ligakonkurrenten VfR Heilbronn an. 1981 wechselte er zum Heidelberger Stadtteilklub SG Kirchheim in die Verbandsliga Baden. 1984 stieg er mit seiner Mannschaft in die Oberliga Baden-Württemberg auf, wo er 1984/85 mit 15 Toren in 32 Spielen erfolgreich war. Daraufhin wechselte er zur neuen Saison in die 2. Bundesliga zu Arminia Bielefeld. Für Bielefeld kam er auf 24 Zweitligaspiele (zwei Tore), kam aber gerade in der Rückrunde meist nur als Einwechselspieler zum Einsatz. Während der Spielzeit 1986/87 kehrte er zum inzwischen in SGK Heidelberg umbenannten Kirchheimer Klub zurück. Bei der SGK war er wieder gesetzt, 1989 musste man aber den Abstieg in die Verbandsliga hinnehmen. Ulrich ging zum FV Weinheim (Oberliga), wo er eine Saison blieb.

### Statistik
| Liga                       | Spiele (Tore) |
| -------------------------- | ------------- |
| 2. Bundesliga              | 024 0(2)      |
| Oberliga Baden-Württemberg | 138 (36)      |
| Wettbewerb                 |               |
| DFB-Pokal                  | 001 0(0)      |